# Defensor Sporting

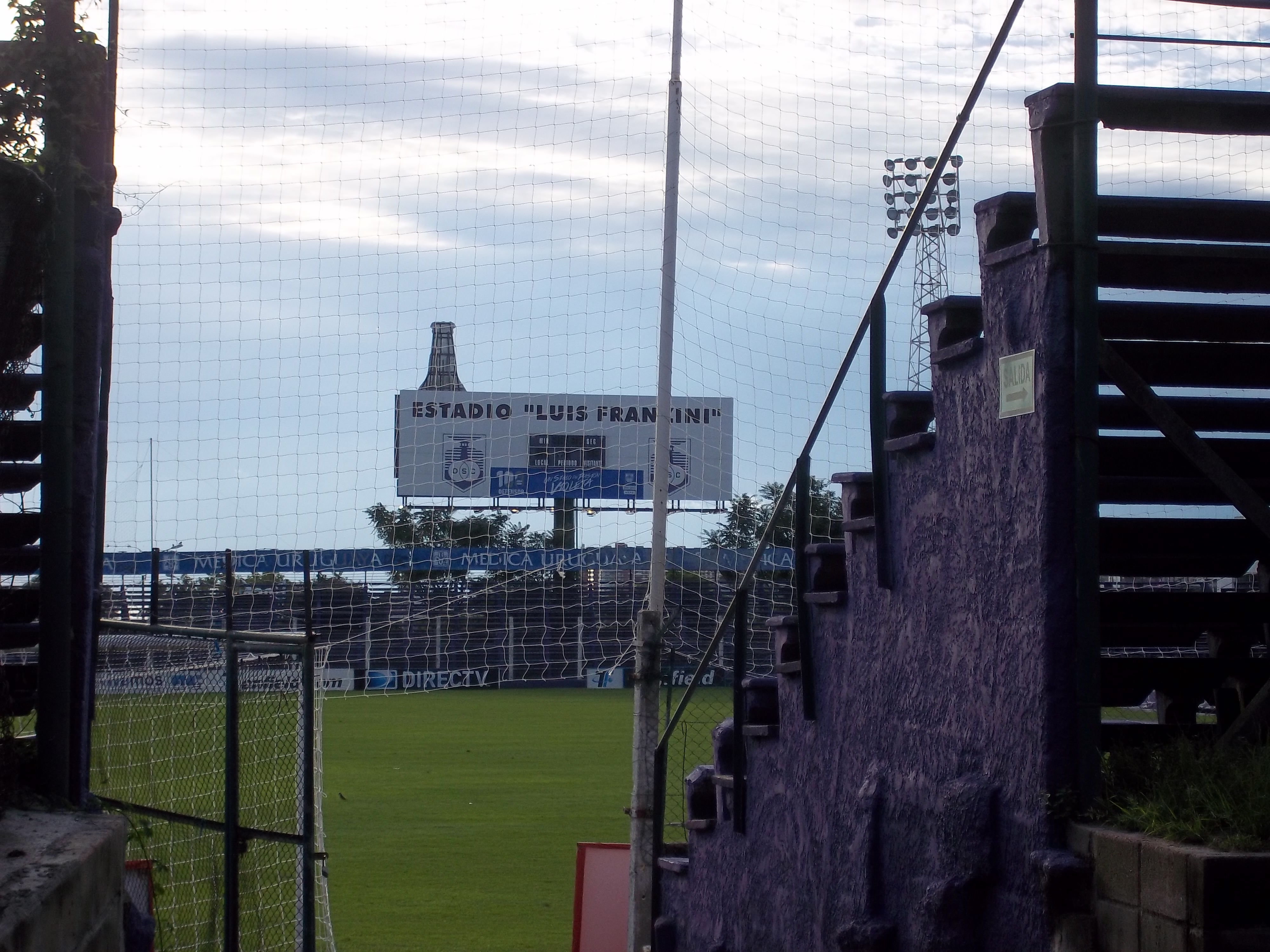
Estadio Luis Franzini

Defensor Sporting Club je uruguayský fotbalový klub z Montevidea, který působí k roku 2015 v uruguayské Primera División (nejvyšší liga). Klub byl založen 15. března 1913 jako Club Atlético Defensor, v roce 1989 se sloučil s klubem Sporting Club Uruguay a přijal současný název.
Ústředním motivem klubového emblému je pobřežní maják a dva kužely světla, v nichž je zkratka DSC.
Svoje domácí utkání hraje na stadionu Estadio Luis Franzini s kapacitou 18 000 diváků.
Klubové barvy jsou fialová a bílá.

## Úspěchy
Domácí
- 4× vítěz uruguayské Primera División (1976, 1987, 1991, 2008)[2]
- 2× vítěz uruguayské Segunda División (1950, 1965)[3]

## Známí hráči
- Carlos Peppe (2002–04)
- Gustavo Dezotti (1998)
- Julio Marchant (2007–10)
- Herminio Masantonio (1943)
- José Manuel Moreno (1952)
- Danilo Tosello (1999)
- Eliomar Marcón (2000–02)
- Jairo Castillo (2008)
- Yoshika Matsubara (2002)
- Sebastián Abreu (1996)
- Beto Acosta (1994–96)
- Adrián Argachá (2010–11)
- Gustavo Biscayzacú (1997–99)
- Leandro Cabrera (2008–09)
- Martín Cáceres (2006–07)
- Juan Castillo (1999–06)
- Luis Cubilla (1976)
- Jorge "Polilla" Da Silva (1995–97)
- Andrés Lamas (2004–07)
- Ignacio Lores (2009–11)
- Adrián Luna (2009–11)
- Federico Magallanes (2001)
- Sergio Daniel Martínez (1986–90)
- Rodrigo Mora (2008–09), (2010–11)
- Carlos María Morales (2007)
- Nicolás Olivera (1996–97), (2004), (2005–06), (2011–)
- Ricardo Pavoni (1960–64)
- Maxi Pereira (2002–07)
- Diego Pérez (1999–03)
- Venancio Ramos (1992–93)
- Marcelo Romero (1994–96)
- José Sasía (1954–59), (1966–67), (1970)
- Darío Silva (1992)
- Martín Silva (2002–11)
- Tabaré Silva (1992–98)
- Gonzalo Sorondo (1998–01), (2007)
- Marcelo Tejera (1989–92), (1995–96), (2000–02), (2006)
- David Texeira (2009–11)
- Gonzalo Vargas (2001–04)
- Tabaré Viudez (2007–08), (2009–10)
- Andreé González (2004)
- Emilio Haberli